# برايس سامبا
برايس سامبا (بالفرنسية: Brice Samba)‏ (25 أبريل 1994 في جمهورية الكونغو - ) هو لاعب كرة قدم فرنسي وجمهورية الكونغو في مركز حراسة المرمى. لعب مع أولمبيك مارسيليا ونادي لوهافر ونادي نانسي.

## وصلات خارجية
- برايس سامبا على موقع الاتحاد الأوربي (الإنجليزية)
- برايس سامبا على موقع رابطة كرة القدم الفرنسية للمحترفين (الإنجليزية)
- برايس سامبا على موقع إي إس بي إن إف سي (الإنجليزية)
- برايس سامبا على موقع قاعدة بيانات كرة القدم.إي يو (الإنجليزية)
- برايس سامبا على موقع ليكيب (الفرنسية)
- برايس سامبا على موقع ناشيونال فوتبول تيمز (الإنجليزية)
- برايس سامبا على موقع Soccerbase.com (لاعب) (الإنجليزية)
- برايس سامبا على موقع Soccerway.com (الإنجليزية)
- برايس سامبا على موقع عالم كرة القدم.نت (الإنجليزية)
- برايس سامبا على موقع AS.com (الإسبانية)